# Un scandale au village
Un scandale au village est un film muet français réalisé par Louis Feuillade et Maurice Mariaud et sorti en 1913.

## Fiche technique
- Réalisation : Louis Feuillade et Maurice Mariaud
- Société de production : Société des Établissements L. Gaumont
- Format : Muet - Noir et blanc - 1,33:1 - 35 mm
- Genre : Film dramatique
- Durée : 11 minutes
- Date de sortie : 
  - France : 1913

## Distribution
- Renée Carl
- Maurice Mariaud
- René Navarre
- Yvette Andréyor
- Marie Dorly